# María Amelia Muschietti
María Amelia Muschietti (La Plata, 9 de octubre de 1952 - La Plata, 10 de agosto de 2016) fue una matemática y docente universitaria relevante en el campo del análisis matemático. En su honor un concurso de trabajos de matemática lleva su nombre. 

## Reseña biográfica
María Amelia Muschietti nació en La Plata el 9 de octubre de 1952. Fue uno de los 13 discípulos argentinos del Alberto Calderón. Su tesis doctoral fue dirigida por Calderón, y presentada en el año 1984 en la Universidad Nacional de La Plata. Llevó por título "Definición y propiedades de las potencias complejas de un operador elíptico", centrándose en el estudio de operadores elípticos y ecuaciones diferenciales parciales.
La investigación Muschietti se centró en el Análisis Matemático, con fuertes vínculos con las aplicaciones a la física. En particular, ha investigado sobre las propiedades de operadores diferenciales, en conexión con la teoría cuántica de campos. También ha trabajado en métodos numéricos como los elementos finitos y el análisis de wavelets.
Fue Profesora titular en la Universidad Nacional de La Plata. Tuvo una activa participación en la comunidad académica, siendo autora de numerosos trabajos y conferencista invitada en congresos y simposios nacionales e internacionales.
Falleció en la ciudad de La Plata el 10 de agosto de 2016.

## Distinciones
En 2017, la Unión Matemática Argentina puso el nombre "María Amelia Muschietti" a concurso de monografías, a modo de homenaje.
Sus colegas dedicaron un artículo científico a la memoria de su "querida amiga y colega". Estudiantes de cátedra de Realización 2B de la Facultad de Artes de la UNLP realizaron un video en homenaje a María Amelia Muschietti. El Departamento de Matemática de la Fac. de Ciencias Exactas de  la UNLP rindió homenaje con motivo de haberse cumplido un año de su fallecimiento.